# Jean-Marc Leclercq
Jean-Marc Leclercq (Lilla, 10 d'octubre de 1961), també conegut com a Joan-Marc Leclercq o JoMo, és un cantant francès i esperantista. També és periodista i escriptor en occità, concretament en gascó.
Jean Marc Leclercq va estudiar llengües eslaves, establint-se posteriorment a Tolosa de Llenguadoc. Va irrompre en escena el 1977 com a líder del grup Els Rosemary's Babies (o La Rozmariaj Beboj), amb qui va publicar dos CDs amb la companyia de producció discogràfica Boucherie et Willins Production. Va establir el Rècord Guinness per cantar cançons tradicionals i de rock en més de 22 idiomes.
També toca en solitari, així com amb altres grups, com JoMo kaj Liberecanoj (Jomo i els Llibertaris) i ocasionalment amb Jomo kaj la mamutoj (Jomo i els Mamuts). Després, va reconduir la seva carrera per escriure cançons en occità, llengua de la qual és un reconegut activista. En esperanto publica els CDs amb la companyia Vinilkosmo.

## Discos
- Jomo slavumas (2006)
- Hotel Desesperado, d'Esperanto Desperado (2004) - JoMo lidera la cançó "Ne permesas"
- JoMo Friponas! (2001)
- JoMo kaj Liberecanoj (1998) – part de Kolekto 2000
- Vinilkosmo-kompil' 2 (1996) – canta només en una cançó: Ali Bensali
- Vinilkosmo-kompil' 1 (1995) – La Rozmariaj Beboj canten una cançó: Ĉi vi min forprenu

## Llibres
La seva obra literària la realitza en occità. El primer va ser una guia de conversa realitzada juntament amb el també escriptor en occità Sèrgi Javaloyès, titulada Li gascó de poche. No obstant això, Leclercq va aconseguir el reconeixement amb la seva novel·la Ucraïna, amb la qual aconseguiria el Premi Pau Froment el 2006.
Com a periodista, col·labora amb publicacions occitanes com el diari en línia Jornalet.
- Jean-Marc Leclercq, Sèrgi Javaloyès: Li gascon de poche. Assimil, Chennevières sud Marne 2004, ISBN 2-7005-0345-7.
- Jean-Marc Leclercq: Ucraïna. Institut d'Estudis Occitans, Puylaurens 2006, ISBN 2-85910-385-6.
- Jean-Marc Leclercq: Diccionari de rimas. Per Noste, Orthez 2012, ISBN 978-2-86866-097-8.